# Otto Osmarr

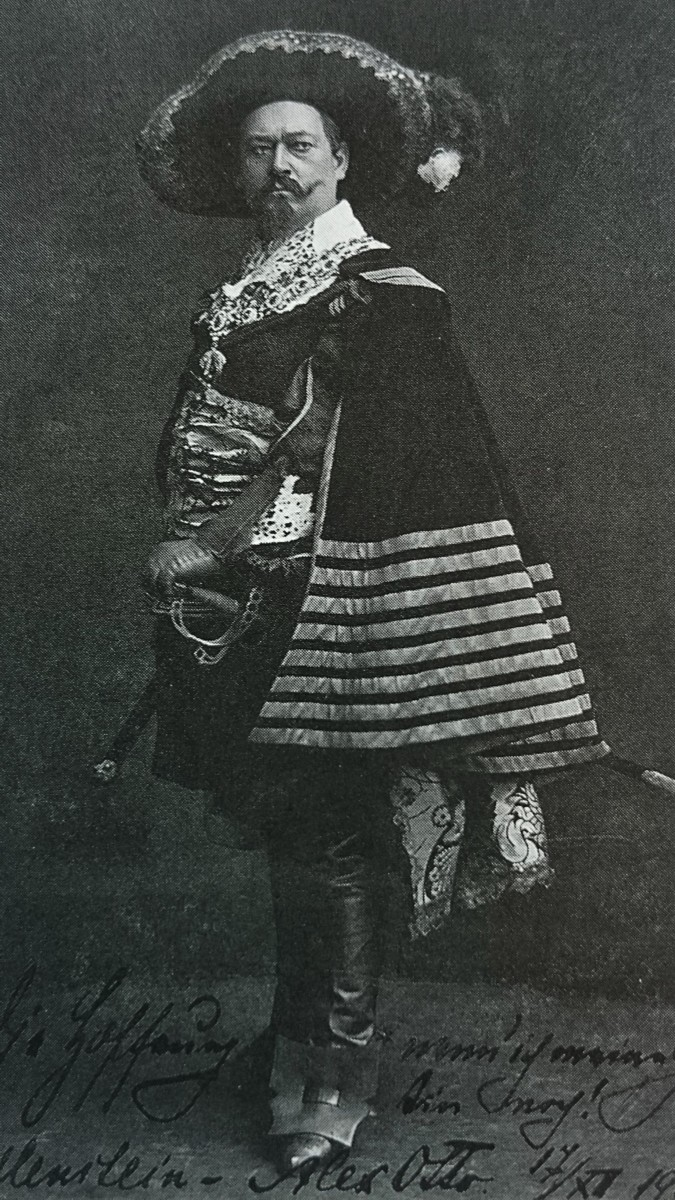
Otto Osmarr

Otto Osmarr (Künstlername), bürgerlicher Name Oskar Otto (* 15. Juni 1858 in Stettin; † 20. März 1940 in Hamburg), war ein deutscher Theaterschauspieler, -regisseur und -intendant. Sein Künstlername Osmarr setzt sich aus den Anfangsbuchstaben „Os“ seines Vornamen Oskar und dem Nachnamen seines Pflegevaters Heinrich Marr zusammen.

## Leben
Nach absolviertem Gymnasium und kurzer Vorbereitung zum Baumeisterberuf entschloss sich der Sohn eines Juristen und Syndikus für die Bühnenlaufbahn. Er trat 1875 als Volontär in den Verband des Hoftheaters in Braunschweig ein, um unter Anton HiltlS Leitung seine künstlerischen Studien, die er bei seinen Pflegeeltern Elisabeth Marr und Schauspiellehrer Heinrich Marr begonnen hatte, fortzusetzen. 
Von Braunschweig kam er ins Engagement nach Leipzig, Augsburg, Graz, Mainz, Pest und Coburg. Ab 1892 war er am Hoftheater in Meiningen als Schauspieler, Schauspiel-Regisseur und Intendant tätig. Osmarr war ein erfolgreicher Ibsen-Rezitator. In Hauptrollen spielte er unter anderem Franz Moor (Die Räuber), Hamlet, Richard III., Baumeister Solness, John Gabriel Borkman und Crampton. Von 1906 bis 1909 und von 1913 bis 1919 war er Intendant in Meiningen.
Verheiratet war er mit Lili Klug.

## Theater (Regie)
- 1919: Henrik Ibsen: Die Stützen der Gesellschaft (Herzogliches Hoftheater, Meiningen)
- 1919: Henrik Ibsen: Nora oder Ein Puppenheim (Herzogliches Hoftheater, Meiningen)